# Erlspitze
Die Erlspitze ist mit 2405 m ü. A. der höchste Berg der nach ihr benannten Erlspitzgruppe im Karwendel. Der pyramidenförmige Gipfel ist ein lohnender Aussichtsberg nördlich des Erlsattels und des Solsteinhauses.

## Anstiege
Der Normalweg führt vom Solsteinhaus (1806 m ü. A.) über den Südgrat auf bezeichnetem Steig (einige Seilsicherungen) zum Gipfel (ca. 1,5 Stunden).
Über die Eppzirler Scharte (2104 m ü. A.) und den Westgrat führt der Zirler Klettersteig (ca. 2–2,5 Stunden ab Solsteinhaus; die Scharte kann auch von Norden, von der Eppzirler Alm erreicht werden). Dieser erfordert Trittsicherheit und Schwindelfreiheit und wurde 2007 renoviert und interessanter gestaltet, indem die Drahtseile aus den Felsrinnen gezielt herausgeführt wurden. Ein Klettersteigset und Helm werden hierfür empfohlen. Der Schwierigkeitsgrad liegt nach Angaben der Beschilderung am Steig zwischen A und B. Kurz vor dem Gipfel befindet sich noch ein kurzes Stück mit Schwierigkeit D, das jedoch ohne zeitlichen Verlust umgangen werden kann. Wenig östlich des Gipfels befindet sich in einer Schlucht die Gipfelstürmernadel, eine Besteigung dieser schlanken Nadel erfordert mindestens Kletterei im V. Grad der UIAA-Skala.

## Touristische Erschließung
Der Innsbrucker Arzt und Dichter August Lieber erstieg in den Jahren 1886 bis 1890 gemeinsam mit seinem Sohn Fraja Lieber nahezu alle Gipfel der Nordkette und der Erlspitzgruppe. Insbesondere für viele Gipfel der Erlspitzgruppe waren dies die ersten bekannten touristischen Ersteigungen, darunter auch für die Erlspitze selbst.

## Bilder

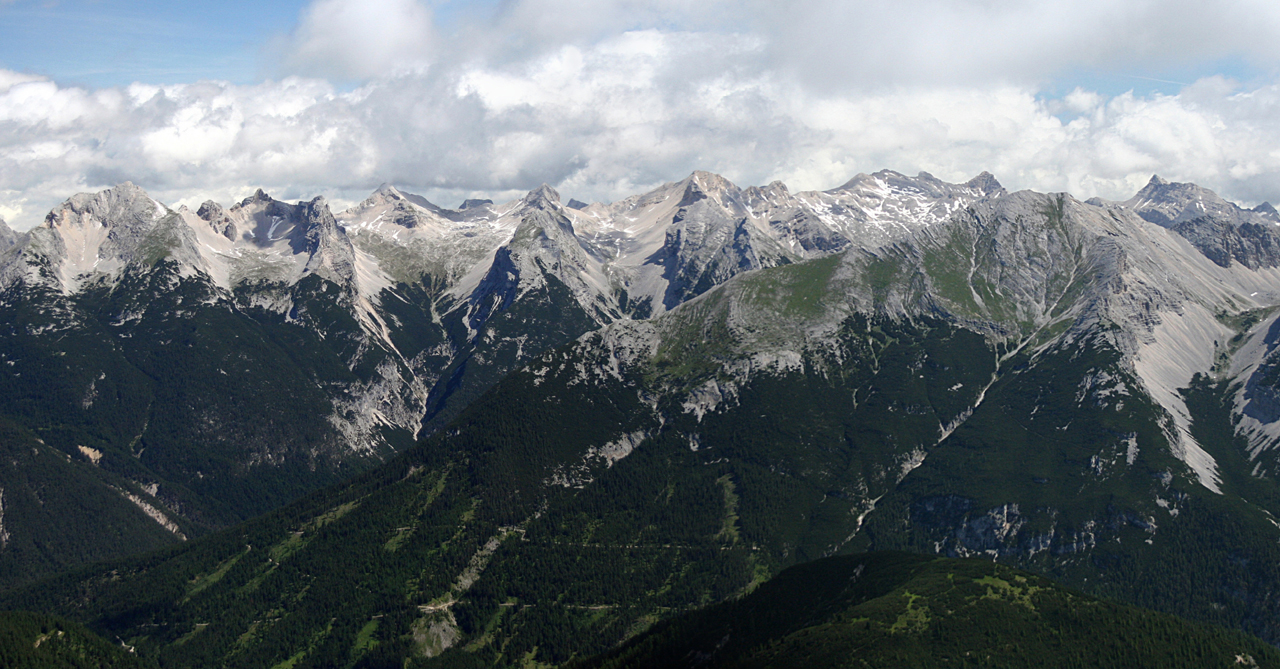
Die westliche Hinterautal-Vomper-Kette von der Erlspitze, rechts im Vordergrund der Hohe Gleirsch in der Gleirsch-Halltal-Kette
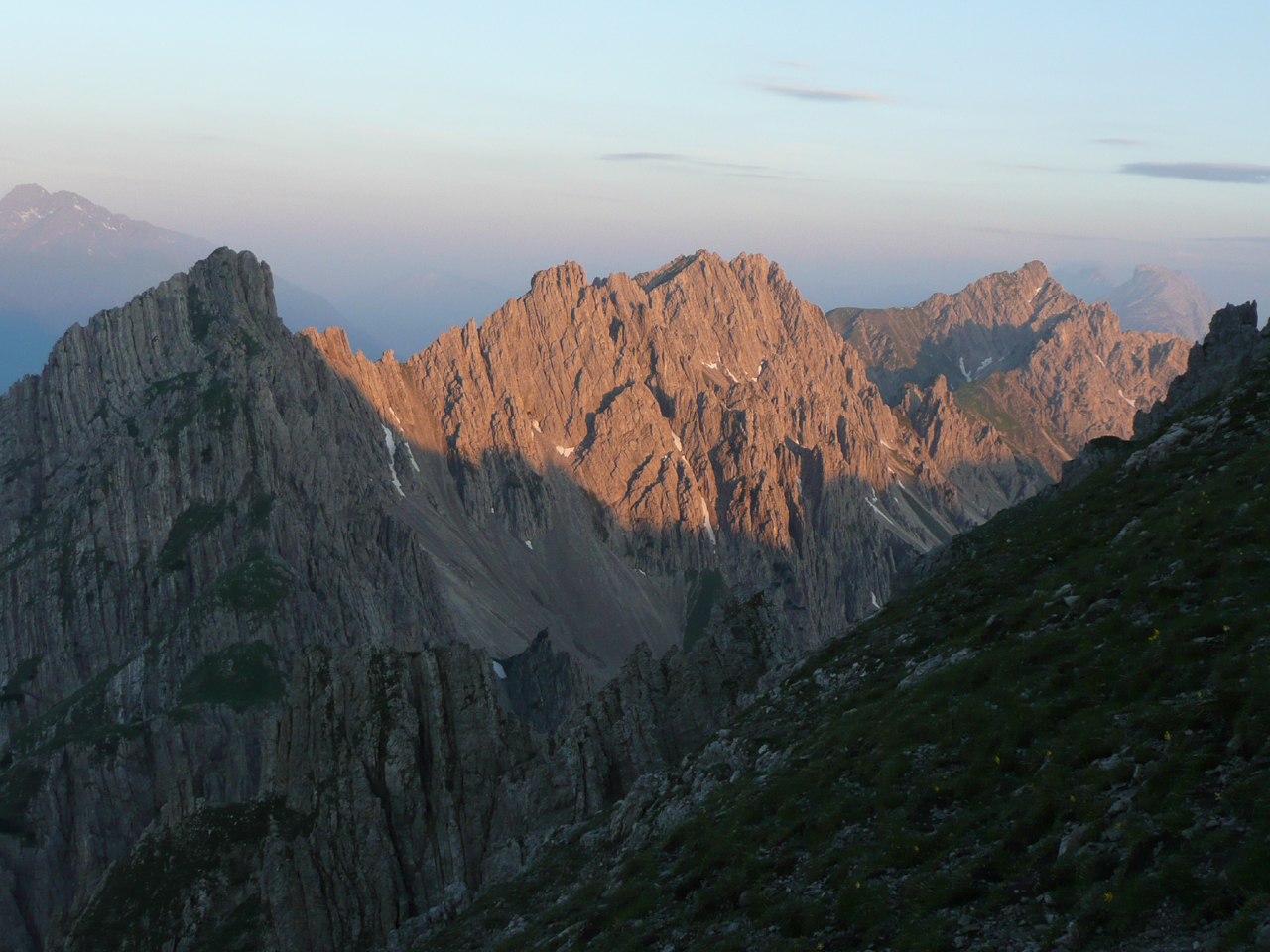
Kuhljochspitze, Freiungen und Reither Spitze von der Erlspitze
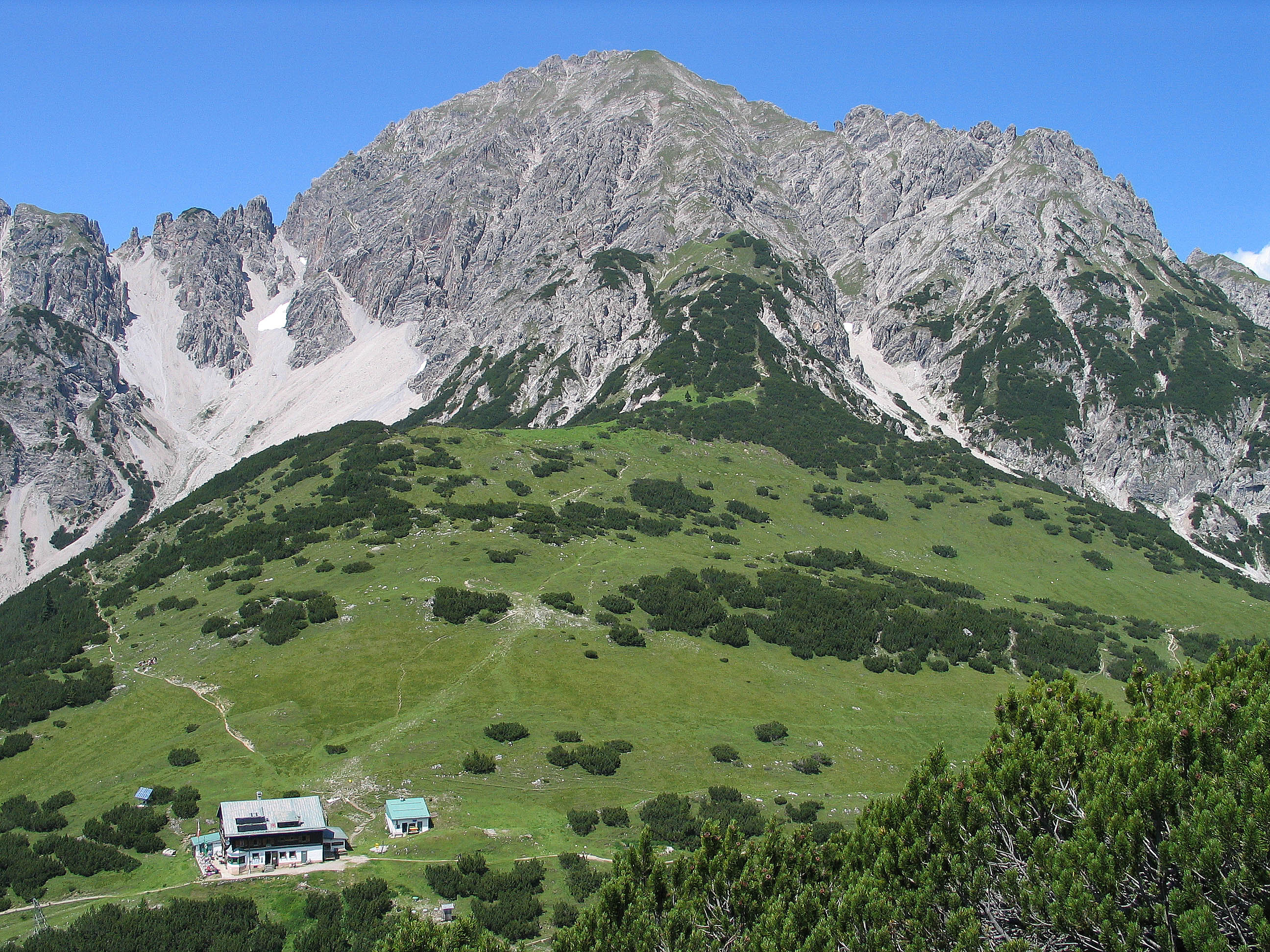
Das Solsteinhaus vor der Erlspitze